# Фридрих фон Шелинг
Фридрих Вилхелм Јозеф фон Шелинг (Леонберг, 27. јануар 1775 — Бад Рагаз, 20. август 1854) је био немачки филозоф.
Био је близак јенским романтичарима. Изразити представник идеализма у новој филозофији. Удаљава се од Фихтеа, развија принципе објективно-идеалистичке дијалектике, природе као живог организма, несвесно-духовног стваралачког начела, узлазним степеном на лествици (потенцијом) карактерише се поларитетом, динамичким јединством супротности.

## Биографија
Родио се у градићу Леонбергу у Виртембергу (данас Баден-Виртемберг). Отац му је био на вишим духовним дужностима. Шелинг је рано показао своје генијалне способности. Са 15 година уписао се на Универзитет у Тибингену, са карактеристиком ingenium praecox.
На Универзитету су Шелинга занимале и филозофија и теологија. У првим Шелинговим радовима о „филозофско-критичким тумачењима библијске приче о падању у грех“ и „о митовима, историјским сагама и филозофима старог света“ - провлачи се мисао о неопходности филозофско-историјског тумачења Библије насупрот граматичком и догматском тумачењу. У суштини Шелинг наговештава историјско-критички метод, који је касније добио детаљну обраду у новотибингенској школи.
У предговору књиге „Исусов живот“, Штраус категорише Шелинга као свог претходника. На Универзитету, Шелинг није остао ван утицаја друштвених превирања. Утицаји Француске револуције и ентузијазам надолазећег романтизма, наишли су на живи одзив код Шелинга и у кругу његових пријатеља. Као преводилац „Марсељезе“, Шелинг бива строго укорен од стране витенбершког војводе, који је допутовао у Тибинген са задатком да обузда разуларену младеж.
Брзо су се Шелингова интересовања усредсредила искључиво на филозофију. Он се упознаје са филозофијом Канта, са првим радовима Фихтеа и са 19 година сам иступа на филозофском попришту, на почетку као Фихтеов следбеник и тумач. По завршетку школовања Шелинг три године ради као домаћи учитељ, у условима веома повољним за његов сопствени рад. За то време се Шелинг упознаје са математиком, физиком и медицином и објављује неколико значајних радова.
Године, 1798. Шелинг упознаје Гетеа, кога је заинтересовао за своју натурофилозофију. Захваљујући Фихтеовом труду и Гетеовој подршци, постаје професор у Јени. Овде, 23-годишњи професор са запањујућом смелошћу и енергијом прихвата се развитка сопственог гледишта на свет, све више се ослобађајући од утицаја непосредних претходника. У то време Шелинг тесно сарађује са романтичарским кружоком - браћом Шлегел, Гарденбергом и другима. Душа тога кружока била је Каролина Шлегел, жена једног од браће Шлегел, која је у германским књижевним круговима играла улогу немачке Де Стал. Њен утицај на представнике романтичарске и филозофске литературе био је јако велики. У највећем је степену на себи испитао тај утицај сам Шелинг, придобивши Каролину Шлегел за блиског пријатеља, а потом и за предану жену. Куно-Фишер са пуним правом је Каролину назвао Шелинговом музом. Њено интересовање за филозофска питања, а нарочито безгранична вера у Шелингову филозофску генијалност, условило је тај духовни ниво, којим се карактерише најпродуктивнији период његовог живота, доневши му громогласну популарност и велики углед међу савременицима.